# Ядерный арсенал США
Оружие массового поражения
Ядерный арсенал США представляет собой совокупность ядерных боезарядов, находящихся в вооружённых силах США. Основу стратегического ядерного потенциала США составляют баллистические ракеты подводных лодок (БРПЛ).
Соединённые Штаты Америки первыми разработали ядерное оружие и являются единственной страной, которая использовала его в качестве фактического оружия, при бомбардировке японских городов Хиросимы и Нагасаки в августе 1945 года, во время Второй мировой войны.
С 1945 года США произвели 66,5 тыс. атомных бомб и ядерных боеголовок. С такой оценкой выступили директор программы ядерной информации в Федерации американских учёных Ханс Кристенсен и его коллега из Совета по защите природных ресурсов Роберт Норрис, на страницах журнала Bulletin of The Atomic Scientists в 2009 году.
В двух правительственных лабораториях — в Лос-Аламосской и Ливерморской им. Лоуренса — с 1945 года было создано в общей сложности около 100 различных типов ядерных зарядов и их модификаций.
На конец сентября 2010 года Пентагон располагал примерно 5113 боезарядами, как уже размещёнными на носителях, так и находящимися в активном резерве и на хранении (в это число не включены несколько сотен зарядов, снятых с вооружения и ожидающих утилизации).

## История
Самые первые атомные авиабомбы, поступившие на вооружение в конце 1940-х годов прошлого века, весили около 9 тонн и их могли доставить к потенциальным целям только тяжёлые бомбардировщики.
К началу 1950-х годов в США были разработаны более компактные бомбы с меньшим весом и диаметром, что позволило оснастить ими самолёты фронтовой авиации США. Несколько позднее поступили на вооружение Сухопутных войск ядерные заряды для баллистических ракет, артиллерийских снарядов и мин. ВВС получили боеголовки для ракет класса «земля-воздух» и «воздух-воздух». Ряд боеголовок был создан для ВМС и морской пехоты. Диверсионные подразделения ВМС — SEAL получили лёгкие ядерные мины для спецзаданий.
1 ноября 1952 США взорвали первый термоядерный заряд на атолле Эниветок.
В 1954 году стали поступать в ядерный арсенал страны термоядерные заряды.

## Носители
Состав средств-носителей ядерного оружия США и их подведомственность менялись с момента появления первых атомных бомб на вооружении армейской авиации США.
В разное время, собственным ядерным арсеналом и средствами его доставки располагали:
- Армия (баллистические ракеты средней дальности, ядерная артиллерия и ядерные пехотные боеприпасы);
- Военно-морские силы (корабли-ракетоносцы и атомные подводные лодки-носители крылатых и баллистических ракет);
- Военно-воздушные силы (межконтинентальные баллистические ракеты наземного, шахтного и бункерного базирования, донного базирования[источник не указан 1523 дня], боевые железнодорожные ракетные комплексы, крылатые ракеты воздушного базирования, управляемые и неуправляемые авиационные ракеты, стратегические бомбардировщики и самолёты-ракетоносцы).

По состоянию на начало 1983 года наступательные средства в ядерном арсенале США были представлены 54 МБР «Титан-2», 450 МБР «Минитмен-2», 550 МБР «Минитмен-3», 100 МБР «Пискипер», около 350 стратегических бомбардировщиков «Стратофортресс» и 40 АПРК с различными типами БРПЛ на борту.
Управлением наземных и воздушных средств доставки ядерного оружия занимается Командование глобальных ударов ВВС США.
Морскими средствами доставки управляют Командование сил флота (ВМБ Кингс-Бей — 16-я эскадра подводных лодок) и Тихоокеанский флот (ВМБ Китсап — 17-я эскадра подводных лодок).
Все вместе они подчиняются Стратегическому командованию.

### Тактическое ядерное оружие
После окончания Холодной войны тактическое ядерное оружие более не находится на вооружении Армии США (сухопутных войск). Тактическое ядерное оружие ВМС США сосредоточено в специальных хранилищах, большая часть его была ликвидирована, причем некоторые типы вооружения (как, к примеру, ядерные морские мины) были ликвидированы полностью. При этом, однако, ядерные авиабомбы хранятся на территориях государств-членов НАТО в Европе и могут быть переданы их военно-воздушным силам в случае военной необходимости (Совместные ядерные миссии НАТО).

## Суммарная мощность
С 1945 года суммарная мощность ядерных боеголовок многократно возросла и достигла пика к 1960 году — она составила свыше 15 тыс. мегатонн, что примерно эквивалентно мощности 1,10 млн бомб, сброшенных на Хиросиму в августе 1945 года.

Наибольшее число боеголовок насчитывалось в 1967 году — около 465. Впоследствии арсенал Пентагона был сокращён почти на 30 % в последующие 20 лет.
На момент падения Берлинской стены в 1989 году США имели 22 217 боезарядов.

## Производство
Производство новых боеголовок прекратилось в 1991 году, хотя сейчас[когда?] планируется его возобновление. Модифицировать имеющиеся типы зарядов военные продолжают[когда?].
За весь производственный цикл — от наработки делящихся оружейных материалов до разработки и выпуска боеприпасов и их утилизации ответственно министерство энергетики США.
Управление предприятиями осуществляется частными компаниями, работающими по контракту с министерством энергетики. Главными подрядчиками — компаниями-операторами крупнейших предприятий по производству атомного оружия и его компонентов долгое время были и продолжают оставаться: «Бендикс», «Вестингауз», «Доу кемикэл», «Дюпон», «Дженерал электрик», «Гудьер», «Маллинкродт», «Мейсон-Хэнгер», «Монсанто», «Рокуэлл интернешнл», «Юнион карбайд».
В 2012 году стартовал проект B61-12 Life Extension Program («Программа продления жизненного цикла»). Основной целью работ, к которым привлекли ряд научно-исследовательских, проектных и производственных организаций, было создание новой тактической термоядерной бомбы в рамках существующего семейства B61. Путём использования готовых компонентов и некоторых новых агрегатов требовалось создать изделие с повышенными характеристиками. Интересно, что техническое задание к проекту B61-12 подразумевало применение наименее мощного режима работы основного термоядерного заряда, что предлагалось компенсировать повышенной точностью попадания в цель. Последняя должна была обеспечиваться новой системой наведения.
В 2019 году начался серийный выпуск управляемых термоядерных бомб B61-12 путём переделки имеющихся на складах изделий. В общей сложности предполагается модернизировать таким образом 480 бомб. Количество изделий, планируемых к развёртыванию, пока не уточнялось. После завершения всех этих работ в арсеналах американских военно-воздушных сил останутся тактические термоядерные бомбы только двух типов: B61-11 и B61-12.
Являясь заменой для старых бомб своего семейства, новые B61-12 LEP будут отправляться на базы НАТО в Европе, где уже имеется подобное вооружение.
Осенью 2019-го были тайно вывезены 20 термоядерных бомб типа B61 военно-транспортными самолётами с базы в Бюхеле в США, где за два дня специалисты Пентагона модернизировали их программное обеспечение. При этом властям ФРГ, которые были проинформированы о секретной операции всего за несколько часов до её начала, пришлось привести бундесвер в состояние повышенной боеготовности на случай возникновения непредвиденных обстоятельств.
Хранилища авиабаз позволяют иметь в запасе примерно вдвое большее количество подобных вооружений, которые в случае получения соответствующего приказа могут быть использованы по прямому назначению.

## Текущие запасы
Ядерная бомба B53 (один из мощнейших боезарядов массового поражения США времён холодной войны (9 мегатонн), что в 600 раз больше мощности взрыва, разрушившего Хиросиму) была поставлена на вооружение в 1962 году. Всего было произведено более трёхсот бомб B53, демонтаж начался в 1980-е годы, последняя бомба данного типа была изъята из американского ядерного арсенала в 1997 году и уничтожена 25 октября 2011 г.
Однако в строю остаётся около 150 более современных бомб B61, причём часть из них размещена в Европе и Турции. А в 2011 году началась работа по созданию новой модификации B61, которая должна быть закончена к 2018 году.
На 2009 год ядерные вооружения, как полагают Ханс Кристенсен и Роберт Норрис, остались лишь в ведении ВВС — 11 типов и ВМС — четыре типа.
По состоянию на начало 2021 года министерство обороны США поддерживало предполагаемый запас в 3900 ядерных боеголовок для доставки на 800 баллистических ракетах и самолётах. Большинство боеголовок запаса не развёрнуто, а хранится для потенциальной загрузки при необходимости на ракеты и самолёты. Многим предстоит «выйти в отставку». По нашим оценкам, в настоящее время развёрнуто около 1900 боеголовок, из которых 1550 стратегических боеголовок размещены на баллистических ракетах(МБР и БРПЛ), а ещё 300 — на базах стратегических бомбардировщиков в Соединённых Штатах. Ещё 100 тактических бомб размещены на авиабазах в Европе. Остальные боеголовки — примерно 2000 — хранятся в качестве так называемой защиты от технических или геополитических сюрпризов. Несколько сотен таких боеголовок планируется вывести из эксплуатации до 2030 года.
По договору СНВ-III, каждый развёрнутый стратегический бомбардировщик засчитывается как один ядерный боезаряд. Количество ядерных бомб и крылатых ракет с ядерной БЧ, которое могут нести развёрнутые стратегические бомбардировщики, не учитывается.
27 марта 2017 года в Нью-Йорке стартовали переговоры в рамках ООН о полном отказе от ядерного оружия. К единому соглашению должны прийти 110 стран. Среди 40 стран, которые отказались вести переговоры, США и Россия. Официальный Вашингтон стоит на том, что полный запрет на ядерное оружие подорвёт принцип ядерного сдерживания, на котором базируется безопасность США и их союзников.

## Критика
Развёртывание тактического ядерного оружия США в европейском регионе сопровождалось протестами местного населения и пацифистских организаций ещё во время «холодной войны».
Сейчас ядерные эксперты в США (в частности, директор программы по нераспространению в Восточной Азии Монтерейского университета Джеффри Льюис) подвергают сомнению целесообразность сохранения тактического ядерного оружия в Бельгии — из-за угрозы терроризма и несоблюдения требований безопасности — и в Турции — из-за нестабильной политической ситуации после попытки военного переворота 15 июля 2016 г.
Официальные лица России неоднократно заявляли, что размещение тактического ядерного оружия США в Европе и Турции является нарушением Договора о нераспространении ядерного оружия (ДНЯО).